# テミストクレス・レフテリス
テミストクレス・レフテリス（英語: Themistocles Leftheris, 1982年12月20日 - ）は、フロリダ州ターポン・スプリングス出身の男性フィギュアスケート選手(ペア)。ギリシャ系アメリカ人。パートナーはジ・ミンジ、リンゼイ・デイヴィス、ナオミ・ナリ・ナムなど。

## 経歴
1982年フロリダ州ターポンスプリングス生まれ。12歳のときに行われたリレハンメルオリンピックをきっかけにしてスケートを始める。
ジャックリーン・ジメネス、ジュリアン・バーンズとのペアを経て2005年にナオミ・ナリ・ナムとペアを結成。2007年全米フィギュアスケート選手権3位となり四大陸選手権出場する。翌2007-2008シーズンにはISUグランプリシリーズの招待を受けるがナムの怪我により辞退。シーズン終了後にはナムが引退しペアを解散する。
アンジェリン・グエンとのペアを経て2010年にリンゼイ・デイヴィスとのペアを結成し国際競技会に復帰。2011-2012シーズンの前にデイヴィスとのペアを解散。
2015-2016シーズン、ジ・ミンジとペアを結成し、初開催された韓国選手権のペア競技で優勝した。

## 主な戦績

### 韓国所属
| 大会/年            | 2015-16 | 2016-17 |
| ------------------ | ------- | ------- |
| 四大陸選手権       |         | 14      |
| 韓国選手権         | 1       |         |
| CSゴールデンスピン |         | 7       |
| CSロンバルディア杯 |         | 6       |

### アメリカ合衆国所属
- 1999-2000シーズンはサラ・ジョ・ダムロン＝ブラウンとのペア
- 2001-2002シーズンまではジャックリーン・ジメネスとのペア
- 2004-2005シーズンはジュリアン・バーンズとのペア
- 2007-2008シーズンまでナオミ・ナリ・ナムとのペア
- 2010-2011シーズンはリンゼイ・デイヴィスとのペア

| 大会/年            | 1999-00 | 2000-01 | 2001-02 | 2004-05 | 2005-06 | 2006-07 | 2007-08 | 2010-11 |
| ------------------ | ------- | ------- | ------- | ------- | ------- | ------- | ------- | ------- |
| 四大陸選手権       |         |         |         |         |         | 6       |         |         |
| 全米選手権         | 4 N     | 2 N     | 6 J     | 13      | 5       | 3       | 7       | 7       |
| GPスケートアメリカ |         |         |         |         |         | 3       |         |         |
| アイスチャレンジ   |         |         |         |         |         |         |         | 4       |
| JGPソフィア杯      |         | 2       |         |         |         |         |         |         |

- J - ジュニアクラス
- N - ノービスクラス

### 詳細
| 2016-2017 シーズン   |                                                                |          |          |           |
| 開催日               | 大会名                                                         | SP       | FS       | 結果      |
| 2017年2月14日 - 19日 | 2017年四大陸フィギュアスケート選手権（江陵）                   | 14 45.81 | 13 83.38 | 14 129.19 |
| 2016年12月7日 - 10日 | ISUチャレンジャーシリーズ ゴールデンスピン（ザグレブ）         | 7 48.92  | 7 94.48  | 7 143.40  |
| 2016年9月8日 - 11日  | ISUチャレンジャーシリーズ ロンバルディアトロフィー（ベルガモ） | 5 47.50  | 6 76.64  | 6 124.14  |

| 2015-2016 シーズン  |                                        |         |         |          |
| 開催日              | 大会名                                 | SP      | FS      | 結果     |
| 2016年1月8日 - 10日 | 韓国フィギュアスケート選手権（ソウル） | 1 46.07 | 1 89.17 | 1 135.24 |

| 2010-2011 シーズン    |                                                |         |         |          |
| 開催日                | 大会名                                         | SP      | FS      | 結果     |
| 2011年1月22日 - 30日  | 全米フィギュアスケート選手権（グリーンズボロ） | 7 51.07 | 6 97.18 | 7 148.25 |
| 2010年11月11日 - 12日 | 2010年アイスチャレンジ（グラーツ）             | 4 42.14 | 3 91.78 | 4 133.92 |

| 2007-2008 シーズン   |                                              |         |         |          |
| 開催日               | 大会名                                       | SP      | FS      | 結果     |
| 2008年1月20日 - 27日 | 全米フィギュアスケート選手権（セントポール） | 8 48.51 | 7 97.38 | 7 145.89 |

| 2006-2007 シーズン    |                                                              |         |          |          |
| 開催日                | 大会名                                                       | SP      | FS       | 結果     |
| 2007年2月5日 - 11日   | 2007年四大陸フィギュアスケート選手権（コロラドスプリングス） | 6 56.08 | 6 97.31  | 6 153.39 |
| 2007年1月21日 - 28日  | 全米フィギュアスケート選手権（スポケーン）                   | 2 62.29 | 3 106.20 | 3 168.49 |
| 2006年10月26日 - 29日 | ISUグランプリシリーズ スケートアメリカ（ハートフォード）     | 2 57.32 | 3 104.00 | 3 161.32 |

| 2005-2006 シーズン  |                                              |         |          |          |
| 開催日              | 大会名                                       | SP      | FS       | 結果     |
| 2006年1月7日 - 15日 | 全米フィギュアスケート選手権（セントルイス） | 3 56.63 | 5 100.69 | 5 157.32 |